# Římskokatolická farnost Lukov u Znojma
Římskokatolická farnost Lukov u Znojma je územní společenství římských katolíků s farním kostelem svatého Jiljí ve vranovském děkanství.

## Historie farnosti
První písemná zpráva o obci je v zakládací listině Louckého kláštera, kde je zmíněna i osada Prilucea (pravděpodobně Lukov), pochází z roku 1190. Kostel sv. Jiljí pochází z roku 1749. Ještě v 16. století byl Lukov převážně český, národnostní změny nastaly po třicetileté válce, kdy se na opuštěných českých usedlostech usazovali němečtí obyvatelé. V roce 1945, po vysídlení německého obyvatelstva, se v červnu začali stěhovat první čeští osídlenci. 

## Duchovní správci
Od 1. října 2008 byl administrátorem excurrendo R. D. Mgr. Jindřich Čoupek.
Jde o člena farního týmu FATYM. Od podzimu 2019 byl ustanoven administrátoren excurrendo R. D. Mgr. Marek Coufal.
FATYM je společenství katolických kněží, jáhnů a jejich dalších spolupracovníků. Působí v brněnské diecézi od roku 1996. Jedná se o společnou správu několika kněží nad větším množstvím farností za spolupráce laiků. Mimo to, že se FATYM stará o svěřené farnosti, snaží se jeho členové podle svých sil vypomáhat v různých oblastech pastorace v Česku.

## Bohoslužby
| Kostel        | Místo | Bohoslužba (den) | Hodina                                                           | Poznámka     |
| ------------- | ----- | ---------------- | ---------------------------------------------------------------- | ------------ |
| svatého Jiljí | Lukov | sobota           | 17.00 (zimní čas)/18.00 (letní čas) 1x za 14 dní (v sudém týdnu) | farní kostel |

## Aktivity ve farnosti
Dnem vzájemných modliteb farností za bohoslovce a bohoslovců za farnosti brněnské diecéze je 14. březen. Adorační den připadá na 3. října. Ve farnosti se koná tříkrálová sbírka.
Ve farnosti se koná tříkrálová sbírka, v roce 2015 se při ní vybralo v Lukově 5 884, v Milíčovicích 5 478 korun a v Podmolí 4 780 korun. V roce 2017 činil její výtěžek v Lukově 7 031 korun.
FATYM vydává čtyřikrát do roka společný farní zpravodaj (velikonoční, prázdninový, dušičkový a vánoční) pro farnosti Vranov nad Dyjí, Přímětice, Bítov, Olbramkostel, Starý Petřín, Štítary na Moravě, Chvalatice, Stálky, Lančov, Horní Břečkov, Prosiměřice, Vratěnín, Citonice, Šafov, Korolupy, Těšetice, Lubnice, Lukov, Práče a Vratěnín.